# 火線獵殺：野境
《火線獵殺：野境》（全称“湯姆·克蘭西之火線獵殺：野境”）是一款育碧軟體出品的战术射击游戏，歷經三年的開發，游戏于2015年6月15日於E3展上壓軸發布。本作是火線獵殺系列的第7部。
這款遊戲擺脫了在《火線獵殺：先進戰士》中引入的未來設定，轉而採用了類似於原版《火線獵殺系列》的設定。育碧公司將其描述為他們發行的最大的開放世界遊戲之一，遊戲世界包括各種環境，如山脈、森林、沙漠和鹽灘。
遊戲獲得了評論家普遍中等至正面的評價。截至2020年3月，該遊戲的銷量已超過1000萬份。續作《幽灵行动：断点》已於2019年10月4日發布。

## 遊戲介紹
遊戲設置在一個開放世界環境中，從第三人稱視角進行遊戲，並提供瞄準槍械時的可選第一人稱視角。玩家控制的是美國陸軍第5特種部隊群一營D連的成員，也被稱為“幽靈”（Ghosts），這是美国联合特种作战司令部下的一個虛構精英特種作戰單位。它沒有採用《先進戰士》和《未來戰士》中使用的未來主義設置，而是採用了與首部曲相似的現代背景設置。因此，遊戲中的裝備基於全球軍隊常用的武器和裝備。 遊戲特色包括一些原創設備，如可用於標記敵人和顯示目標的無人機。這些無人機在升級前能力有限。這款遊戲是首次引入開放世界環境的作品，包含九種不同類型的地形，如：山脈、森林、沙漠和鹽灘，還引入了動態天氣系統以及日夜循環。在白天完成任務讓玩家容易發現敵人，而在夜晚完成任務則賦予玩家戰術上的優勢，因為夜晚為玩家提供了更好的隱蔽性和由於一些守衛正在睡覺的更易於滲透的機會。玩家在執行任務前需要進行觀察。遊戲中有各種車輛，如越野摩托車、直升機和沙地車。與其前作不同，本作的特色包括數個支線任務。
當玩家完成任務時，他們可以通過多種方式到達任務開始的地點。玩家可以從直升機上跳傘，步行越野，或開車前往他們的目標。遊戲允許玩家使用多種方式來完成目標，例如利用隱蔽、近戰或使用遊戲中提供的遠程或近戰武器。遊戲中有哨站可供玩家攻佔。玩家可以在近距離抓住敵人，一隻手將其當作人體盾牌，同時用另一隻手射擊。玩家可以獲得經驗值來升級。可玩角色可以被自定義，從敵人屍體上找到的戰利品可以被玩家角色裝備。武器和裝備也可以升級。根據遊戲的創意總監所言，遊戲中的AI是沒有劇本的，他們有「自己的動機和行程」。
地圖上的21個區域中的每一個都由一個buchon控制，他們與販毒集團運作的四個部門之一有關：影響力、安全、生產和走私。完成一個區域的任務並收集關鍵情報可以解鎖任務，玩家可以在這些任務中鎖定buchon，並通過殺死或捕獲目標來消滅他或她（有一些例外情況）。在一個行動部門中消滅足夠多的buchon可以讓玩家鎖定該部門的二把手，消滅該二把手以及一個行動部門中的所有buchon會使該部門的負責人變得脆弱。捕獲這個部門負責人會削弱和破壞該部門，使販毒集團的老大更加脆弱。
遊戲具有合作多人模式，玩家最多可以與其他三名玩家一起探索遊戲世界並完成戰役任務。遊戲可以單人遊玩，玩家將與三名AI隊友一起行動，玩家可以向他們下達命令。如果玩家想要更多的「獨狼」遊戲風格，可以通過設置禁用AI隊友。
玩家對戰已於2017年10月10日作為免費更新的一部分發布。它以淘汰制的遊戲模式呈現，在一場有復活機制的限時4v4比賽中進行。玩家可以通過多人遊戲提升等級，這使他們能夠改進可用的不同角色類別。

## 情節

### 設定
遊戲發生在2019年7月的玻利維亞。隨著一個名為聖塔布蘭卡（Santa Blanca）販毒集團的墨西哥販毒集團控制了全國多個地區，該國變得越來越不穩定。在殘暴而虔誠的販毒集團老大噩夢（El Sueño）的領導下，該集團在國內外獲得了更多的權力和影響力，並將玻利維亞變成了世界上最大的可卡因生產國。為了抵抗聖克魯斯販毒集團在本國的武裝佔領，玻利維亞政府成立了一支名為聯合軍（La Unidad）的精銳特種部隊，專門負責打擊該販毒集團。經過數月的殘酷戰鬥，為了防止更多的流血事件，兩個派別最終建立了停火協議，聯合軍的一些人員秘密為聖克魯斯工作。
緝毒局探員里卡多·桑多瓦（Ricardo"Ricky"Sandoval）被派去臥底滲透聖塔布蘭卡（Santa Blanca）販毒集團，這是一項與中央情报局聯合進行的行動，目的是收集有關該集團的情報，最終為噩夢本人工作。當一枚炸彈襲擊了拉巴斯的美國大使館，桑多瓦在身分暴露後被販毒集團處決，美國被迫採取行動。

### 劇情
一支幽靈小隊作為「弒君者行動」的一部分被派遣到玻利維亞，這是一項由中央情报局、美国缉毒局和美国联合特种作战司令部共同進行的行動。該小隊由小隊長兼支援槍手Nomad、車輛和突擊專家Midas、黑客兼戰術工程師霍爾特以及他們的狙擊手Weaver組成。幽靈小隊與他們的中情局聯絡人凱倫·鮑曼一起進入玻利維亞，鮑曼也是桑多瓦的親密朋友。他們會見了帕克·卡塔里，卡塔里26叛亂組織的領導人，這是唯一一個對抗聖克魯斯販毒集團的組織。卡塔里要求他們從聖克魯斯手中救出阿馬魯，他的思想意識形態啟發了卡塔里26組織。在鮑曼和卡塔里26組織的支持下，幽靈小隊可以自由地以任何他們認為合適的方式對付販毒集團。
幽靈小隊一步一步瓦解了販毒集團，透過攻擊毒品生產設施和儲備、破壞走私活動、讓腐敗政客和支持者眼中的販毒集團信譽掃地，以及煽動販毒集團高層之間的衝突，來打擊他們的四大主要運作。小隊成功捕獲或殺死了噩夢的頂級副手及其關鍵下屬，進一步削弱了販毒集團對該地區的控制。噩夢聯繫了小隊，引誘他們面對面見面。幽靈小隊雖然猶豫，但還是同意了。然而，他們在約定的地點並沒有找到噩夢。相反地，噩夢打電話給他們，試圖賄賂幽靈小隊為他工作，但他們拒絕了他的提議，反而威脅了他。
在瓦解販毒集團的過程中，小隊找到並收集了特工桑多瓦向鮑曼報告他臥底於噩夢手下的錄音帶。桑多瓦的報告顯示，他對自己的任務感到深深的困擾，不僅因為他為了維持掩護而犯下的罪行，還因為他的上級不願對販毒集團採取行動。從販毒集團那裡找回桑多瓦的屍體後，噩夢再次聯繫他們，提供了一盤桑多瓦認罪的錄音帶。聽完錄音後，他們驚愕地得知，襲擊大使館的事件其實是桑多瓦策劃的，他嫁禍給了聖克魯斯販毒集團，以迫使美國政府介入玻利維亞。儘管鮑曼和小隊對桑多瓦的欺騙感到憤怒，但他們決定繼續執行任務，因為販毒集團仍然構成威脅。
在瓦解了一半的販毒集團後，帕克·卡塔里聲稱他的手下已經找到了噩夢，但幽靈小隊卻發現了阿馬魯的屍體，這讓他們感到懷疑。他們無法聯繫上鮑曼，發現她被卡塔里26叛亂組織俘虜，帕克·卡塔里單方面宣布結盟破裂，聲稱叛亂組織必須自己殺死噩夢，以避免被視為美國的傀儡。幽靈小隊營救了鮑曼，並在帕克·卡塔里殺死噩夢之前趕到他的陵墓抓捕他。在擊退叛軍和販毒集團的阻撓後，幽靈小隊和鮑曼包圍了噩夢，後者已斬下了卡塔里的頭顱。儘管噩夢投降，但鮑曼接到上級的電話，告知噩夢已與司法部達成協議，願意交出其他販毒集團的頭目以換取豁免權和證人保護。
故事的結局取決於幽靈小隊是否完全瓦解了販毒集團。如果販毒集團的殘黨仍然存在，鮑曼會處決噩夢，導致她被中情局開除並因謀殺噩夢而被捕。她對此毫無悔意，擔心噩夢會在美國的支持下成為獨裁者。
當幽靈小隊完全瓦解販毒集團時，就會出現標準結局，鮑曼將噩夢交給證人保護計劃。噩夢提供了有關其他販毒集團、恐怖組織和軍火走私者的進一步情報。鮑曼預測，當情報用盡時，噩夢要麼會被墨西哥引渡，要麼會被釋放並建立一個新的販毒集團，開始新的循環。她和幽靈小隊下定決心要為下一場戰鬥做好準備。

## 衍生內容
遊戲發布不久後，育碧宣布計劃發布兩個可下载内容章節，每個章節都有自己在玻利維亞的故事情節。

### 毒品道
這一章節中，玩家扮演一名被美國中央情報局派遣到玻利維亞臥底的無名「幽靈」，任務是找出聖塔布蘭卡走私網絡中神秘的頭目「隱形人」（El Invisible）。這名幽靈偽裝成受雇的傭兵，結交了走私團伙的頭目。協助幽靈的是美國中央情報局的聯絡人凱倫·鮑曼和一個化名為「微笑先生」（Señor Sonrisa）的當地漁夫，他是中情局的線人。在幽靈刺殺每個幫派頭目之前，他們都提供了關於隱形人身份的線索。最終，幽靈的聲望提升到了隱形人招募他加入聖塔布蘭卡的地步，抹去了幽靈的身份並偽造了他的死亡。然而，隱形人知道幽靈的真實身份，並將其囚禁。幽靈逃脫後在微笑先生的幫助下，奪回了隱形人用來匿名運營聖塔布蘭卡走私網絡的手持設備，並似乎殺死了隱形人。當設備被解碼後，它釋放了一個病毒，危及了中情局。幽靈推斷出微笑先生就是隱形人，他策劃了這場行動以逃離聖塔布蘭卡、攻擊中情局並永遠消失。中情局無法解釋微笑先生攻擊他們的動機，花了兩年時間追查他的下落。最終在亞利桑那州找到了他，幽靈被派遣執行刺殺任務。幽靈潛入微笑先生的釣魚小屋，成功刺殺了他。

### 魅影墜落
第二章節講述了幽靈行動小組重返玻利維亞的故事。在「弒君者行動」之後，可卡因貿易崩潰，隨著帕克·卡塔里的死亡，卡塔里26陷入了內鬥。為了恢復秩序，玻利維亞政府試圖用來自拉丁美洲各地的特種部隊重建戰術警察部隊聯合指揮部。這些聯合指揮部的殘餘部隊現在被稱為「外國人」（Los Extranjeros），他們被證明是腐敗的，並控制了可卡因的生產。當索里薩入侵中情局的數據危及玻利維亞每個現役特工的身份時，幽靈小組返回玻利維亞營救身份暴露的特工。他們的直升機在進入玻利維亞領空後不久被擊落，任務陷入困境。他們重新集結，營救了一名代號為「蘇格拉底」的中情局外勤人員。由於「外國人」比聯合指揮部裝備更精良、訓練有素且組織嚴密，營救身份暴露的特工變得不可能。蘇格拉底轉而建議幽靈小組瞄準「外國人」的指揮官，重建卡塔里26。他們的行動促使「外國人」的指揮官梅洛上校親自指揮剩餘部隊。當梅洛被殺後，「外國人」內部分崩離析，他們罪行的證據引發了一場顛覆玻利維亞政府的政治醜聞。幽靈小組和蘇格拉底離開時質疑，這是否足以改變玻利維亞的未來。

## 支線：特別任務
作為持續支持遊戲的一部分，育碧發布了短期的名為“特別行動”DLC。

### 終極戰士
第一個DLC包於2017年12月發布，其中包含一個獵殺「铁血战士」的任務。在這個擴展包中，幽靈小隊在玻利維亞的森林地區調查了幾起殘忍的謀殺案，發現了幾具被剝皮的屍體和一艘墜毀的外星飛船，以及綠色血液，最終遭遇了致命的鐵血戰士。經過一番激戰，小隊成功擊敗了鐵血戰士。但就在此時，他們發現鐵血戰士啟動了自毀裝置。意識到情況危急，小隊立即撤離戰場。片刻之後，自毀裝置引發了一場大爆炸，徹底摧毀了鐵血戰士的屍體。小隊討論是否應該將這次遭遇上報給鮑曼，但因為整件事情太過離奇，最終還是選擇對此保密。
由於與二十世紀影業的版權到期，該內容自2020年12月起不再提供。

### 守望者行動
第二個DLC包名為《守望者行動》，與细胞分裂系列連動，而主角山姆·費雪由初始配音員麥可·艾朗賽德配音。
在《縱橫諜海：黑名單》結束七年後，山姆·費雪（代號「火柴木」）被派遣到玻利維亞，目的是從一名叛變的中央情报局特工手中奪回敏感的情報資料。由於這項任務難度頗高，山姆讓第四梯隊技術作戰官員安娜·格里姆斯多提爾（代號「聖騎士」）聯繫CIA探員凱倫·鮑曼，借調一支由Nomad率領的幽靈小隊，當時他們正在執行一項名為「弒君者行動」的任務。
山姆的行動帶他來到了拉克魯斯的一個聯合部隊基地，他先於諾曼的小隊潛入基地，在他們抵達前暗殺了叛變特工。在與諾曼會合後，山姆駭入聯合部隊的伺服器，以清除所有來自Skell Technology的敏感情報，同時由諾曼的小隊提供戰術支援和安全保障。在從基地撤離時，山姆向諾曼透露了這些情報的性質，表示其中包含了敏感的高科技研發資料，可能會「改變戰爭的本質」，並「讓（特種作戰）行業失去工作」。
在與鮑曼短暫重聚後，山姆堅持親自將奪回的敏感資料送回中央情报局。他認為這些情報過於重要，不能冒丟失或外洩的風險，因此決定親自護送。隨後，山姆得知格里姆還有另一個緊急情況需要他處理，並從參謀長聯席會議那裡聽到了「空箭袋」（英語：Empty Quiver，美國軍方對於武裝核武器被扣押、盜竊或遺失的代號）的字眼。費雪稱讚了諾曼的技巧，並在升空前一個小時與鮑曼短暫喝了杯咖啡。

### 天使長行動
2018年的資料片《天使長行動》中出現了來自《虹彩六號：圍攻行動》中的幾位幹員。小隊在弗倫特拉城外攔截到一個求救信號，發現一輛翻覆的卡車周圍堆滿了現金和幾具死去的販毒集團成員。小隊將這場屠殺報告給鮑曼，她告知他們，來自巴西特別警察行動營的「虹彩小隊」幹員Caveira最近擅離職守，並被懷疑殺害了數名聖塔布蘭卡幫派成員。隨後，鮑曼向小隊介紹了她的朋友，海豹部隊員兼「虹彩小隊」幹員Valkyrie，她請求小隊協助尋找Caveira。為了阻止這名失控的幹員可能引發國際事件，鮑曼和小隊同意幫助逮捕Caveira。
小隊很快就見到了第三位「虹彩小隊」幹員，來自法國國家憲兵干預組的Twitch，她要求小隊帶她去事故現場。他們的調查將他們引向一個販毒集團前哨，在那裡他們審問了一名聖塔布蘭卡的副官，這名副官透露Caveira正在追捕一個名叫登戈索的人。Twitch先是與小隊分道揚鑣，隨後在登戈索的公寓與他們會合，希望找到Caveira追捕他的原因。登戈索答錄機上的一則留言顯示，他是Caveira的弟弟若昂，是巴西聯邦警察的臥底。登戈索奉上級之命滲透聖塔布蘭卡，但最近身份曝光，目前被販毒集團關押在一所化學研究所。Caveira已經在前往登戈索所在地的路上，Twitch和小隊在大門口趕上了她，並同意協助她從聖塔布蘭卡手中救出登戈索。營救行動成功了，但當鮑曼要求登戈索合作，分享他所知道的關於El Sueno及其在玻利維亞行動的一切時，「虹彩小隊」和「幽靈」小隊之間的緊張局勢升高。儘管Caveira堅持要立即帶著登戈索離開，但登戈索只有在得到上級許可的情況下才同意與鮑曼合作。諾曼很快打破了雙方之間的緊張局勢，讓登戈索與「虹彩小隊」一起離開，這讓鮑曼非常惱火。

### 沈默黑桃行動
2018年冬季的資料片《沈默黑桃行動》於2018年12月發布，其中包含了來自《火線獵殺：未來戰士》的角色。小隊的指揮官斯科特·米切爾中校暫時將他們從「弒君者行動」中抽調出來，執行幽靈內部的一項任務。米切爾發現了俄羅斯極端民族主義勢力與聖塔布蘭卡合作，在玻利維亞開採兵器級鈾礦的證據，他命令小隊在一個聯合陣線基地與幽靈小組的新兵約翰·科扎克會合，以阻止俄羅斯人帶著鈾離開玻利維亞。任務成功了，但他們很快發現仍有大量鈾下落不明。諾曼聯繫了鮑曼，她將他們帶到一個鈾被運往的貨場。他們得知聖布蘭卡計劃在巴韋喬斯引爆一枚臟彈，這是一個公開支持叛軍的城市。在小隊的幫助下，科扎克試圖拆除炸彈卻未能成功，只能延遲引爆時間。小隊在引爆前將其開到懸崖邊，墜入一個採礦區。隨著炸彈的處理和鈾的下落得到解決，米切爾和科扎克離開了玻利維亞。

### 天啟行動
Ubisoft在2019年4月30日宣布了另一個更新，名為「天啟行動」，由強·柏恩瑟飾演科爾·D·沃克少校，他是一名幽靈行動特工，後來成為《幽灵行动：断点》的反派角色。該更新於2019年5月2日發布。鮑曼給諾曼的小隊一個任務，要他們潛入位於玻利維亞邊境鐵路隧道內的一個聯合陣線設施。進入設施後，小隊發現了聯合陣線士兵的屍體。經過進一步調查，他們得知該設施正被用於測試從幽靈使用的斯克爾科技機密型號逆向工程而來的無人機。諾曼的小隊最終遇到了科爾·D·沃克，一位幽靈同伴，他已經潛入了該設施，並告知小隊，一名名叫丹尼爾·羅德里格斯·阿雷拉諾的斯克爾科技工程師一直在向聯合陣線出售機密信息，而鮑曼也牽涉其中。他們遭到聯合陣線士兵的攻擊，被迫展開激戰，殺出了設施。儘管沃克堅稱不能信任鮑曼，但諾曼說服他將丹尼爾送回安全屋，以進一步調查鮑曼的活動。在將丹尼爾送到安全屋後，諾曼和小隊決定跟蹤丹尼爾。通過竊聽他的電話，小隊得知丹尼爾實際上是一名CIA資產，已經被擄，聯合陣線正在威脅他的家人。沃克很快在一個機場安排了一次會面，他向諾曼展示了他的小隊的屍體，他們被丹尼爾交給聯合陣線的無人機殺害，而鮑曼要為他們的死負責。沃克和諾曼前往鮑曼和丹尼爾的一個會面地點，但發現聯合陣線已經抓獲了鮑曼並拘留了丹尼爾。諾曼審問丹尼爾，他透露為了保護家人，他把鮑曼出賣給了聯合陣線，沃克處決了他。他們重新集結，潛入附近的一個聯合陣線基地營救鮑曼。在護送她到一個安全屋的途中，她聲稱丹尼爾是一項長期的CIA行動的一部分，她是他的聯絡人，但從未完全了解任務的全貌。儘管他們在如何處理這種情況上存在分歧，但諾曼最終說服沃克相信他們對鮑曼的判斷，因為她從未給過他懷疑她的理由。

## 開發
遊戲於2012年開始開發，並在育碧2015年E3發布會壓軸公佈。育碧聲稱，這將是擁有該公司創建的最大的開放世界環境。為了打造逼真的玻利維亞環境，開發人員前往玻利維亞進行了兩週的考察，並諮詢了當地的玻利維亞人。遊戲使用了經過修改的Anvil引擎，以支援龐大的開放世界環境。
育碧於2017年2月16日在其Twitch頻道上發布了一部30分鐘的前傳短片，名為《Ghost Recon Wildlands: War Within the Cartel》，隨後在Amazon Prime上也進行了播放。這部短片由T.I.主演，並由罗伯托·奥利奇、Jay Williams、Noam Dromi和奧蘭多·瓊斯通過Legion of Creatives製作公司擔任執行製片人。短片由Avi Youabian執導。

## 評論
| 汇总媒体   | 得分                                   |
| ---------- | -------------------------------------- |
| Metacritic | (PC) 69/100 (PS4) 70/100 (XONE) 76/100 |

| 媒体            | 得分                                  |
| --------------- | ------------------------------------- |
| Destructoid     | 2.5/10                                |
| 电子游戏月刊    | 3/5                                   |
| Game Informer   | 8.25/10                               |
| Game Revolution | [ 23 ]                                |
| GamesRadar+     | [ 24 ]                                |
| GameSpot        | 7/10                                  |
| GameStar        | 85/100 (scored with new multi-player) |
| IGN             | 7.9/10                                |
| PC Gamer美国    | 67/100                                |
| Push Square     | [ 29 ]                                |
| 衛報            | [ 30 ]                                |
| USGamer         | 4/5                                   |
| VideoGamer.com  | 6/10                                  |

### 發布前
當遊戲在2015年电子娱乐展公佈時，一些評論家稱這個公告是E3展會上最令人驚喜的揭幕之一。這款遊戲獲得了IGN的2015年E3展會最佳遊戲、最佳PlayStation 4遊戲、最佳Xbox One遊戲和最佳PC遊戲獎項提名，並獲得了GameSpot的2015年E3最佳遊戲獎之一。它還在Game Informer的2015年E3最佳獎項中被評為最佳合作遊戲和最佳射擊遊戲。
遊戲的測試版在Steam上發布，並持續從2017年2月23日到2月27日。2017年3月1日，育碧公司透露，Tom Clancy's Ghost Recon Wildlands的測試階段已吸引了超過680萬玩家，使其成為迄今為止最成功的測試版。

### 發布後
遊戲發布後，評論表示育碧這次的創舉跳脫了其既有的開放式遊戲框架。
根據评论聚合网站Metacritic的數據，遊戲的Xbox One版本獲得了評論家的“普遍好評”，而PlayStation 4和PC版本則獲得了“混合或平均”評價，僅在前六個月就售出了400萬份。
《衛報》讚揚了開放世界的規模，但指出平民似乎並不太在意武裝人員的存在，正如評論者所說，“他們周圍正在進行的戰爭”。然而，《衛報》讚揚了反派角色的塑造，他們“即使不是三維的，也至少是二維的人物”。《衛報》的評論者欣賞多人遊戲模式，但寫道：“相比之下，單人遊戲可能會感覺有點沒有靈魂”。。
《Game Informer》的評論者對大而多變的開放世界印象深刻。他讚揚了任務的主題多樣性，然而他寫道，大多數任務都歸結為清除或滲透敵人的基地。
《衛報》和《Game Informer》的評論者都注意到，仔細的計劃可能會被敵人的巡邏隊破壞。《衛報》的評論者指出，隨後開始的射擊並不太符合湯姆·克蘭西的風格。《Game Informer》的評論者寫道：“我很欣賞這種未知因素如何讓你即時思考，但我開始討厭他們[巡邏隊]經常憑空出現”。。
最後，《衛報》給出了3星（滿分5星），《Game Informer》給出了8.25分（滿分10分）。
电子游戏月刊的評論者對遊戲的操控持批評態度：“瞄準感覺明顯僵硬和不精確，即使在積極調整遊戲選項之後也是如此”以及“車輛控制感覺太鬆散”。然而，电子游戏月刊的評論者讚揚了遊戲中的各種小工具，如無人機和爆炸物，以及支援選項，如迫擊炮打擊和載具空投。另一方面，Push Square將遊戲中的小工具描述為“想像中最無趣的陣容，即使是最令人興奮的——降落傘和迫擊炮轟炸——也無法讓你的脈搏加速”。 Push Square認為遊戲有有趣的元素，即：“潛行和動作的良好結合，一個聽從你指揮的小隊，以及大多數會在一陣子彈後倒下的敵人”，然而他覺得遊戲“感覺不像是一款幽靈行動遊戲”。他將責任歸咎於開放世界，正如他所承認的，它有“一些真正令人印象深刻的環境”，但導致任務設計和敵人AI變得更糟。
GameStar讚揚了多變的風景和清晰的紋理。他們稱射擊“令人信服”，並讚揚了多人遊戲模式，包括合作和玩家對戰。然而，他們批評了故事的寫作、對話和人物。最後，他們給出了85分（滿分100分）。
Destructoid的評論者寫到有些任務非常難以完成。USGamer的評論者部分同意這一點，他寫到令人沮喪的任務，但找到了一些任務的解決方案，這些解決方案“通過做一些不現實的事情來規避遊戲規則，或者只是感覺像作弊”。
儘管Destructoid的評論者列出了遊戲中各種類型的任務，但他總結道：“每個任務實際上都是一樣的，無論是在結構還是內容方面”。 USGamer表示同意，寫道：“我對遊戲的深入程度越深，我開始在任務方面經歷越多的重複”。
Destructoid的評論者批評了開放世界，儘管他承認圖形很好：“一切都感覺像一個廉價的電影佈景，而不是一個細緻、有生活氣息的世界。是的，燈光很棒，遠景看起來很漂亮，但如果沙盒只不過是目標標記之間的一片土地，那麼這些都無關緊要”。在這裡，USGamer持不同意見，寫道：“圖形令人驚嘆，絕對巨大，並提供了一些奇妙的景色和遠景，育碧巴黎的開發人員在創造一個夢幻般的遊戲世界方面做得非常出色”。
USgamer的評論者對可供選擇的武器範圍感到驚訝，包括附加配件。最後，Destructoid給出了2.5分（滿分10分），而USGamer給出了4分（滿分5分）。

### 爭議
2017年3月，玻利維亞政府對遊戲將他們的國家描繪成一個充滿暴力的毒品国家表示不滿，並向位於拉巴斯的法國大使館提出正式投訴。玻利維亞內政部長卡洛斯·羅梅羅表示，該國有權採取法律行動。
育碧公司回應：“《湯姆·克蘭西之火線獵殺：野境》是一部虛構作品，類似於電影或電視劇。像所有育碧出品的《湯姆·克蘭西》遊戲一樣，該遊戲發生在一個受現實啟發的現代宇宙中，但人物、地點和故事都是完全為娛樂目的而創造的幻想。選擇玻利維亞作為這款遊戲的背景是基於其壯麗的景觀和豐富的文化。雖然遊戲的前提想像了一個與今天玻利維亞存在的現實不同的現實，但我們希望遊戲中的世界能夠接近代表該國美麗的地形，並且玩家能夠享受探索我們為之創造的多樣化和開放的景觀。”

### 銷售表現
Wildlands 在2017年3月成為英國和美國最暢銷的實體遊戲，超過了包括《地平線 黎明時分》和《塞尔达传说 旷野之息》在內的競爭對手。它也是 2017 年最大的電子遊戲發布之一，並成為《湯姆·克蘭西》系列中銷售最快的作品，僅次於《湯姆克蘭西：全境封鎖》。根據NPD集团的數據，Wildlands 被揭示為 2017 年第七大暢銷實體遊戲。自發布以來，已有超過 1500 萬玩家體驗了這款遊戲。2020年5月，育碧透露，截至2020年3月，Wildlands（以及他們在第八代主機上發行的其他10款遊戲）的銷量已超過1000萬份。

### 獎項和提名
這款遊戲在《PC Gamer》2017年度遊戲大獎中獲得“最佳合作遊戲”提名。它在《Game Informer》2017年度最佳獎項中獲得“最佳合作多人遊戲”獎，並在其2017年度射擊遊戲獎項中獲得“最佳場景”（玻利維亞）、“最佳多人遊戲復出”和“最佳合作多人遊戲”獎項。EGMNow將這款遊戲列為2017年25款最佳遊戲中的第23名。
| 年份 | 獎項                        | 類別             | 結果 | Ref           |
| ---- | --------------------------- | ---------------- | ---- | ------------- |
| 2017 | Ping Awards                 | 最佳主機遊戲     | 提名 | [ 53 ] [ 54 ] |
| 2017 | Ping Awards                 | 最佳圖像         | 獲獎 | [ 53 ] [ 54 ] |
| 2017 | Ping Awards                 | 最佳劇情         | 提名 | [ 53 ] [ 54 ] |
| 2018 | 21st Annual D.I.C.E. Awards | 線上遊戲傑出成就 | 提名 | [ 55 ] [ 56 ] |
| 2018 | Italian Video Game Awards   | 玩家之選         | 提名 | [ 57 ]        |